# F Men
F Men – nieistniejący kanał telewizyjny poświęcony modzie dla mężczyzn.
Siostrzany kanał francuskiego Fashion TV. F Men przedstawia widzom styl życia i wydarzenia kulturalne, programy projektantów mody i fotografów. 